# Rue Duvivier (Liège)
Ne doit pas être confondue avec la rue Duvivier à Paris
La rue Duvivier est une artère du centre de la ville de Liège (Belgique) située à proximité du jardin botanique.

## Odonymie
La rue rend hommage à Jean Duvivier, né à Liège le 7 février 1687 et mort à Paris le 30 avril 1761, graveur et médailleur naturalisé français originaire de la Principauté de Liège.

## Description
Cette rue rectiligne et en légère descente mesure environ 140 m et relie la très ancienne rue Saint-Gilles à la rue Fusch, voisine du jardin botanique. Elle applique un sens unique de circulation automobile dans le sens Fusch - Saint-Gilles.

## Architecture
La plupart de la quarantaine d'immeubles de la rue ont été érigés entre 1873 et 1900 dans un style néo-classique donnant une certaine homogénéité architecturale à la rue. Souvent bâtis en brique, ils possèdent en général trois niveaux (deux étages) et trois travées. Parmi ces immeubles, celui situé au no 20 possède une façade blanche avec lignes de refend de seulement deux travées ornées de deux pilastres couronnés de chapiteaux placés aux étages.

## Voies adjacentes
- Rue Saint-Gilles
- Rue Fusch
- Rue Courtois